# Gasthof zum Löwen (Meilen)

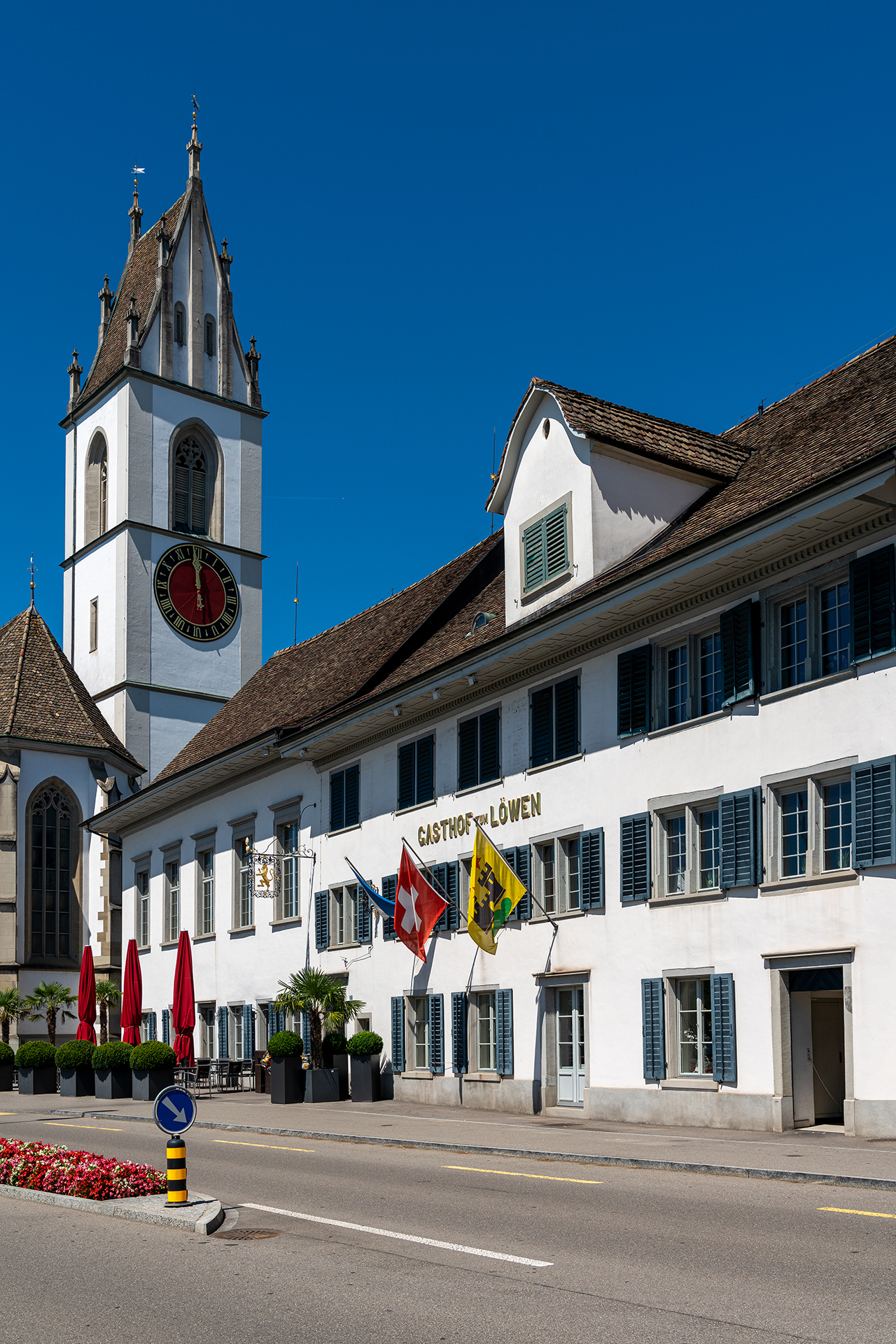
Gasthof zum Löwen

Der Gasthof zum Löwen steht in Meilen im  Kanton Zürich in der Schweiz am Zürichsee. Das markante Gebäude existiert seit dem späten 15. Jahrhundert und steht unter Denkmalschutz.

## Standort
Das Lokal steht an der Seestrasse zwischen der reformierten Kirche Meilen und dem Pfarrhaus Meilen. Früher war «der Löwen» das Zentrum der Gemeinde, doch nach dem Bau der Rechtsufrigen Zürichseebahn wuchs das Zentrum immer weiter in Richtung Bahnhof Meilen. Der Löwen war nun nicht mehr der Treffpunkt für die Meilemer, blieb aber trotzdem ein bedeutendes Restaurant und wird auch heute noch als Restaurant und für Feste benutzt.

## Name
Früher hiessen zahlreiche Restaurants und Gasthöfe in der Schweiz «Bären», «Rössli» oder «Löwen». Zu der Zeit, als der «Löwen» zum ersten Mal als Taverne erwähnt wurde, hiess die Liegenschaft «Zum Rothen Leuwen», im 18. Jahrhundert wurde der Name zu «Löwen». Der Name «Löwen» stammt von der ursprünglichen Bezeichnung «Gasthof zum Löwen», deshalb «Löwen» und nicht «Löwe».

## Architekturgeschichte
Der Gasthof «zum Löwen» wurde 1472 erstmals erwähnt. Es gibt aber Hinweise darauf, dass das Gebäude noch älter ist. Im Kernbau des Gebäudes sind Balken zu finden, welche viel älter sind. Mithilfe der Dendrochronologie konnte man den Zeitpunkt, zu welchem das Holz der Balken geschlagen wurde, bestimmen. Laut diesen Messungen lässt sich der älteste Teil des Gebäudes auf das Jahr 1419 datieren und man vermutet darum, dass der Löwen doch älter ist als gedacht. Es ist jedoch unklar, wer das Gebäude gebaut hat und wann es konstruiert wurde. Der erste Wirt im Löwen war 1455 Hensli Brugmann. Es ist also belegt, dass der Löwen seit diesem Zeitpunkt ein Wirtshaus ist. Ob das Lokal schon vor 1455 ein Gasthof war, ist unklar. Zu jener Zeit bestand das Gebäude aus einem einfachen Kernbau. In fünf Etappen wurde der Löwen dann so erweitert, wie er auch heute ist.
Der Löwen wurde bereits im Jahr 1651 ein erstes Mal erweitert. Dem dreigeschossigen Gebäude wurde ein ebenfalls dreigeschossiger Fachwerkanbau gegen Osten angefügt. 1665, 14 Jahre später, wird der heutige Saaltrakt angeschlossen. Damals wurde dieser Teil Brämenhaus genannt und enthielt Wohnungen. Wiederum 11 Jahre später, im Jahr 1676, wurde das dritte Geschoss der Liegenschaft komplett erneuert und der Gewölbekeller angeschlossen. Der Gasthof war damals im Besitz von Heinrich Bräm, welcher vermutlich auch für die Erweiterung der beiden westlichen Teile, den heutigen Saaltrakt und den Gewölbekeller, verantwortlich war. 1705 übereignete er das Grundstück dem Meilemer Richter Heinrich Wunderli. Wunderli verkaufte den Gasthof jedoch schon ein Jahr später weiter an Hans Jacob Bolleter. Er geriet in Konkurs und der Löwen konnte nicht weiter ausgebaut werden. Es gab viele weitere Besitzerwechsel, bis die Liegenschaft 1767 an den Löwen-Wirt Caspar Amsler verkauft wurde. Die Liegenschaft, welche damals «Zum Rothen Leuwen» hiess, war während drei Generationen in Familienbesitz. Bis im Jahr 1778 blieb der Betrieb im Besitz der Familie Amsler. Aus dieser Zeit stammt vermutlich auch das reich geschmiedete barocke Wirtshausschild des Gasthofes.
1815 erbte Hans Rudolf Dolder den Gasthof, verkaufte ihn aber bereits im Jahr 1836 wieder. 1836 übernahm der Gemeinderat Caspar von Tobel. Er liess im Jahr 1842 einen ersten Tanzsaal mit Walmdach und charakteristischen Bogenfenstern errichten. Ebenfalls zur Zeit von Caspar Tobel entstand das «Leuegärtli» im Jahr 1856. Kurz vorher wurde die Seestrasse eröffnet. Das sorgte für eine höhere Besucherzahl, da der Gasthof direkt an der Seestrasse liegt. Nur zwei Jahre nach der Eröffnung vom «Leuegärtli» starb Tobel. Der «Löwen» ging für eine kurze Zeit an eine Erbengemeinschaft und danach an Albert von Tobel über. Auch er sorgte für eine Erweiterung des Gasthofes. Er brach den Schleppdachanbau ab und ersetzte ihn durch einen Neubau, welcher auch heute noch Teil des Gebäudes ist. Das war bis im Jahr 2001/2002 die letzte sichtbare Veränderung des «Löwen».
Im Innern wurde der Löwen weiterhin umgebaut. Von 1876 bis 1878 wurde der Saal durch den neuen Besitzer Jacob Hasler massiv vergrössert. Nach dem Tod von Hasler nahm seine Frau Louise wieder einen etwas grösseren Umbau vor. In den Wohnungen im ersten und zweiten Obergeschoss wurde ein zweiter Saal eingebaut. Die beiden Säle wurden mit Deckenmalerei geschmückt. Andere nicht näher bestimmte Umbauten fanden statt und es gab immer wieder Besitzerwechsel.
Am 9. März 1958 kaufte die Gemeinde per Beschluss des Gemeinderats den Gasthof zum Löwen. Sie waren sich einig, dass der «Löwen» im Kern der Dorfgemeinde bleiben soll. Der Gasthof musste aber saniert werden, und das würde viel Geld in Anspruch nehmen. Also fand am 14. Februar 1960 eine Abstimmung statt. An der Urne wurde der Renovationsvorschlag mit 914 Nein- zu 649 Ja-Stimmen deutlich abgelehnt. Die Stimmbürger verweigerten also den notwendigen Kredit für die Sanierung des Gebäudes.
Am 1. Februar 1998 erfolgte eine weitere Abstimmung. Das Projekt, mit welchem die Gemeinde ein neues Dorfzentrum und einen Gemeindesaal erhalten hätte, wurde erneut abgelehnt. Der ortsansässige Jurist Jürg Wille hatte schon lange eine Vergrösserung des «Löwensaales» vorgeschlagen und plante, daraus ein traditionelles und kulturelles Zentrum der Gemeinde zu machen. Schliesslich waren die Mittwochsgesellschaft, die Mitstreiter des Pfannenstiels und drei Mitglieder des Gemeinderats bereit, das Projekt zu unterstützen. Im Oktober 1998 beschlossen sie zusammen mit dem Architekten Heinz Wegmann von Stücheli, das Projekt eines Totalumbaus bis zum Jahre 2000 selbst in die Hand zu nehmen. Am 28. November 1999 wurde schliesslich über das Projekt «Leue 2000» abgestimmt. 80 % der Abstimmenden sagten Ja zum Projekt «Löwen». Von 2000 bis 2002 wurde der Löwen umgebaut und erweitert. Im Saal entstand eine bessere Bühne und in Fortsetzung des Gewölbekellers wurde ein Foyer angehängt, wodurch der Saaltrakt eine Verlängerung nach Norden erfuhr. Durch den Totalumbau gelang die Revitalisierung der gesamten Liegenschaft. Am Freitag, dem 19. April 2002 wurde der «Löwen» neu eröffnet.

## Nutzung
Der Gasthof wurde 1472 erstmals als Taverne erwähnt und war seit diesem Zeitpunkt ein Restaurant. Früher, das heisst bis im Jahr 2000, hatte der Löwen auch Gästezimmer. Aus diesem Grund heisst das Lokal auch «Gasthof zum Löwen». Doch während des Totalumbaus von 2000 bis 2002 wurden diese Zimmer dann so konzipiert, dass es mehr Platz für Bankett-Räumlichkeiten und Sitzungsmöglichkeiten gibt. Im Löwen finden heutzutage viele Veranstaltungen wie beispielsweise Gemeindeversammlungen, Theater, Geburtstage, Hochzeiten und so weiter statt.